# Steel Panthers II
Steel Panthers II: Modern Battles est un jeu vidéo de type wargame créé par Gary Grigsby et Keith Brors et publié par Strategic Simulations en 1996 sur PC. Il est le deuxième volet de la série Steel Panthers, après Steel Panthers (1995). Alors que son prédécesseur simule des combats tactiques sur les différents théâtres de la Seconde Guerre mondiale, il se focalise sur des conflits modernes, entre 1950 et 2000. Il propose ainsi une cinquantaine de scénario et six campagnes qui permettent, entre autres, de simuler des affrontements de la guerre de Corée, de la guerre du Viêt Nam ou de l’opération Tempête du Désert mais aussi de conflits hypothétiques opposant par exemple l’OTAN à l’URSS dans le contexte de la guerre froide. Outre les scénarios et les campagnes prédéfinies, le jeu permet également de créer ou de générer aléatoirement des scénarios  personnalisés. Le jeu se déroule sur une carte, divisée en cases hexagonales où les joueurs contrôlent de petites unités qui peuvent correspondre à un véhicule individuel, comme un char d’assaut, ou à un groupe d’infanterie incluant entre deux et quatorze soldats. Les joueurs jouent chacun à leur tour mais le joueur dont ce n’est pas le tour peut réagir aux actions de son adversaire en temps réel s’il n’a pas utilisés toutes ses actions lors de son tour. 
Comme son prédécesseur, Steel Panthers II est, à sa sortie, salué par les critiques qui mettent notamment en avant son réalisme historique, son excellente interface, sa richesse et sa longévité. Le jeu a notamment bénéficié d’une  extension, baptisée Steel Panthers II Campaign Disk, qui inclut une trentaine de nouveaux scénarios ainsi que trois nouvelles campagnes. Il a également bénéficié d’une suite, Steel Panthers III (1997), qui retrace des conflits entre 1939 et 2000 et qui se distingue de ses prédécesseurs par l’échelle des affrontements qu’il simule.

## Système de jeu
Steel Panthers II est un wargame qui simule des combats tactiques lors de conflits modernes, entre 1950 et 2000, historiques ou hypothétiques. Il propose ainsi une cinquantaine de scénario et six campagnes qui permettent, entre autres, de simuler des affrontements de la guerre de Corée, de la guerre du Viêt Nam ou de l’opération Tempête du Désert mais aussi de conflits hypothétiques opposant par exemple l’OTAN à l’URSS dans le contexte de la guerre froide. Outre les scénarios et les campagnes prédéfinies, le jeu permet également de créer ou de générer aléatoirement des scénarios  personnalisés,,. Le jeu se déroule sur une carte, divisée en cases hexagonales où les joueurs contrôlent de petites unités qui peuvent correspondre à un véhicule individuel, comme un char d’assaut, ou à un groupe d’infanterie incluant entre deux et quatorze soldats. Les joueurs jouent chacun à leur tour mais le joueur dont ce n’est pas le tour peut réagir aux actions de son adversaire en temps réel s’il n’a pas utilisés toutes ses actions lors de son tour.

## Extensions
En 1997, le jeu se voit doté d’une première extension, baptisée Steel Panthers II Campaign Disk, publié par Strategic Simulations. L’extension inclut 30 nouveaux scénarios ainsi que trois nouvelles campagnes,,. 

## Accueil
| Steel Panthers II     |      |       |
| Média                 | Nat. | Notes |
| Computer Gaming World | US   | 4.5/5 |
| GameSpot              | US   | 85 %  |
| Gen4                  | FR   | 4/5   |
| Joystick              | FR   | 80 %  |
| PC Team               | FR   | 93 %  |